# 罗伯特·胡特
罗伯特·胡特（德語：Robert Huth，1984年8月18日—），乃一名德國職業足球員，司職後衛，最後效力英超球會莱斯特城。
侯夫雖然是一名中卫，但他的遠射腳頭極重，曾有德國傳媒稱他為「德國卡路士」。摩連奴曾經試過在球隊落後其間派他上陣串演前鋒。
胡特在2001被雲尼亞里從柏林联盟帶到車路士。他在切爾西掙扎著建立自己在一線隊的位置，在史丹福橋球場只能排在約翰·泰利，威廉·加拉斯和里卡多·卡瓦略之後。他2006年8月以600萬鎊轉會到米杜士堡。他在河畔球場渡過3年後隨着俱樂部在2009年降級後，胡特以破斯托克城轉會費500萬鎊加盟該俱樂部。
在2010–11賽季，胡特在2011年英格蘭足總杯決賽表現出色，他獲選為年度最佳球員。在時任教練東尼·佩利斯的麾下，胡特在2011-12和2012-13賽季依然是斯托克城的重要成員。 他還在2013-14賽季成為馬克·休斯主力之前，他遭受了嚴重的膝傷休養接近一年。他無法對重新融入俱樂部的踢球風格，他在2015年1月租借形式加盟李斯特城，幫助他們避免從頂級聯賽降級，然後在2015年8月正式加盟「狐狸」。2015/16年度李斯特城神奇地奪得英超冠軍，胡特成為球隊重要功臣之一。
胡特也曾經是德國國家足球隊成員，在2004到2009期上陣19次並打進2球。他也是德國作為主辦2006年世界杯足球赛的23人大軍之一。

## 俱樂部

### 切爾西
胡特出生於東柏林，曾經效力地區俱樂部VfB Fortuna Biesdorf。2001年侯夫在加盟英格蘭車路士之前效力於德國低組別球會柏林联盟青年軍。只是17歲的胡特在首場上陣是於2001/02年英超主場1:3不敵阿士東維拉的賽事，在半場階段以替補身份入替耶斯佩尔·格伦夏尔。 2003年8月，雷丁曾經打算在2003-04賽季以租借方式簽下胡特，但被切爾西拒絕。 他在這個賽季上場20次，他表示在切爾西踢球讓他感到非常高興。 在2004-05賽季，傷患導致他只能為「藍戰士」上陣15場。
當2005-06球季開始後，胡特在切爾西掙扎著建立自己在一線隊的位置，在正選中堅之間只能排在約翰·泰利，威廉·加拉斯和里卡多·卡瓦略之後。他2006年8月以600萬鎊轉會到米杜士堡。他在河畔球場渡過3年後隨着俱樂部在2009年降級後，胡特以破斯托克城轉會費500萬鎊加盟該俱樂部。中堅主力人選是切爾西時任主教練摩連奴決定，他在2004年夏天取代離隊的雲利亞里。然而，切爾西拒絕德國俱樂部拜仁慕尼黑在2005年夏天有關胡特的報價。 胡特在歐冠附加賽對陣日利納的比賽 以及在足總盃對陣伯明翰的比賽中各打進一球。 在2005-06賽季結束後，胡特表示由於在一隊缺乏機會，他打算在米德尔斯堡，威根竞技以及埃弗頓選擇其中一隊。2006年夏季在入選德國2006年世界盃大軍後，為爭取更多出場機會，胡特以600萬英鎊轉投米德尔斯堡，簽訂五年。

### 米德尔斯堡
2006年7月13日，胡特在轉會到了米德尔斯堡時因為體檢失敗而告吹。 米德尔斯堡仍然繼續在轉會窗上追逐胡特，並在8月31轉會死線前以600萬轉會費將胡特簽下，合約為期5年。 苦等多時的胡特在聯賽盃0:1不敵諾士郡的比賽中首次為米德尔斯堡上陣。 時任主教練盖雷斯·索斯盖特指出由於胡特缺乏比賽狀態，並決定暫時讓他到預備隊參加一些比賽以提升狀態。同年10月中旬，回拾競技狀態的胡特在對陣埃弗頓的比賽中終於為綽號「波魯」的米德尔斯堡首次在聯賽披甲上陣，協助俱樂部以2:1擊敗對手。 他在2006年12月5日2:1擊敗熱刺的比賽中打進自己在「波魯」的首個聯賽進球。 胡特良好的表現令他的球衣銷量急升，然而，他在訓練中因為腳傷而導致球衣銷量停止。 在經過掃瞄後透露，他遭受了應力性骨折，需要休息六個星期。 他在3:1擊敗阿士頓維拉的比賽中重返綠茵賽場，但再次受傷。
胡特在2007年夏天接受腳踝手術，從以修復他的傷患問題;  他在未能恢復後再諮詢了專家意見。 胡特在2007年11月終於恢復訓練以及在12月1日對陣雷丁的比賽重返綠茵賽場。 在乔纳森·伍德盖特離開加盟托特納姆後，胡特與大卫·惠特組成俱樂部的主力中堅搭檔。 翌年2月3日，胡特在對陣纽卡斯尔联的比賽中打進一球讓俱樂部在聯賽榜取得反超凯文·基冈球隊的排名。 他再次受到傷患困擾並缺席在2007-08賽季最後兩個月的比賽。
胡特從傷患中迅速回歸並在2008-09球季中成為隊中主力。 然後，他再度遭遇腳踝受傷。他在十二月回歸俱樂部而直到二月球隊一直在忍受著艱難的賽季，深陷降級麻煩。 「波魯」在聯賽煞科日2:1不敵西汉姆联，最終護級失敗並且在來季要到英冠作賽。 他在返回英超加盟斯托克城之前，在2009-10賽季為「波魯」上陣5場比賽。

### 斯托克城
2009年8月27日, 胡特以500萬鎊的轉會費加盟斯托克城並簽下4年合約，最終可增加到600萬英鎊，如成事將會打破史篤城歷來付出的轉會費紀錄。 他在2009年8月29日1:0擊敗桑德兰的比戴中完成自己在斯托克城的首秀，入替射手戴夫·傑臣。 他在2009年10月4日打進自己在斯托克城的首球以慶祝自己在英超的第100場上場，對手為埃弗頓。 同年10月17日，胡特在對陣西漢姆聯的比賽中拳擊马修·厄普森臉部，但他並沒有被裁判給予黃或紅牌的處罰。 胡特賽後受到英足總的指控。 他在第二天承認自己有罪，並為指控道歎。 胡特隨後被英足總處以3場停場處罰。 胡特在2010年1月16日對陣利物浦的比賽中在最後階段絕殺迫平對手。 他在2:1擊敗朴茨茅斯的比賽中打進他在斯托克城的第三球。他在2009–10赛季英格兰足总杯四分之一決賽對陣老東家切爾西被俱樂部授予了隊長袖標，他表示那一刻感到十分自豪。

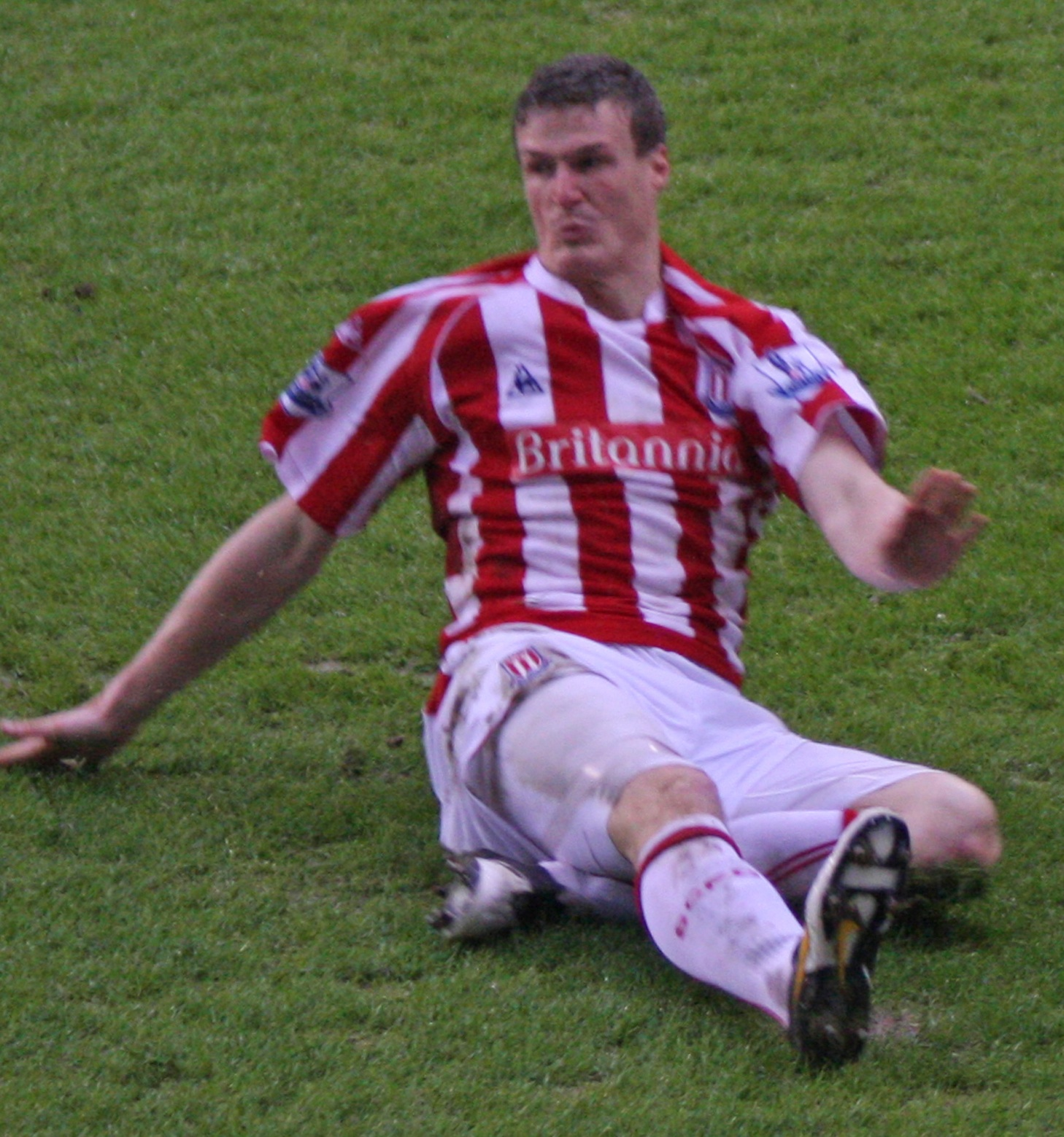
胡特在2009-10賽季為斯托克城上陣時的攔截

胡特在2010-11年賽季在對陣阿士頓維拉的比賽中在93分鐘打進絕殺一球協助斯托克城保持他們開季第一場比賽必勝的紀錄。 他在接下來對伯明翰城， 韋根， 布莱克本流浪者， 伍尔弗汉普顿流浪的比賽再次進球， 以及對新特蘭梅開二度。 他也在足總盃八強對陣西漢姆聯的比賽中打進一球，幫助斯托克城自1972年以來首次打進4強。 他在足總盃4強5:0大勝博尔顿的比戴中打進一球,成為首位在單賽季打進9球的斯托克城後衛。 他也在足總杯決賽對陣曼城的比賽中上陣，最後斯托克城以0:1告負。 隨着胡特在這個賽季的成功，他被獲為斯托克城年度最佳球員。
在2011年夏季，時任主教練東尼·佩利斯簽下前英格蘭國家隊中堅乔纳森·伍德盖特以及马修·厄普森，導致胡特只能出任右後衛這個他不擅長的位置。 在斯托克城經歷一系列的防守不佳表現以後，胡特最終返回他最熟悉的中堅位置並與瑞安·肖克洛斯組成「陶工」的新防線組合，在對陣埃弗頓的比賽中打進這個賽季的第一球。 在對陣新特蘭的比賽，胡特因為攔截大衛·美拿而被紅牌驅趕離場，雖然回放顯示他攔截皮球在先。新特蘭在最後多打一人的情況下全力進攻最後由詹姆斯·麥克林打進全場唯一進球。 斯托克城為胡特的紅牌上訴並試圖推翻判決，但在他們的努力並失敗了。 胡特在本賽季結束前分別在中部對手狼隊和阿斯頓維拉的比賽中各進一球。 他的良好表現令佩利斯公開表示胡特會得到新的合同。

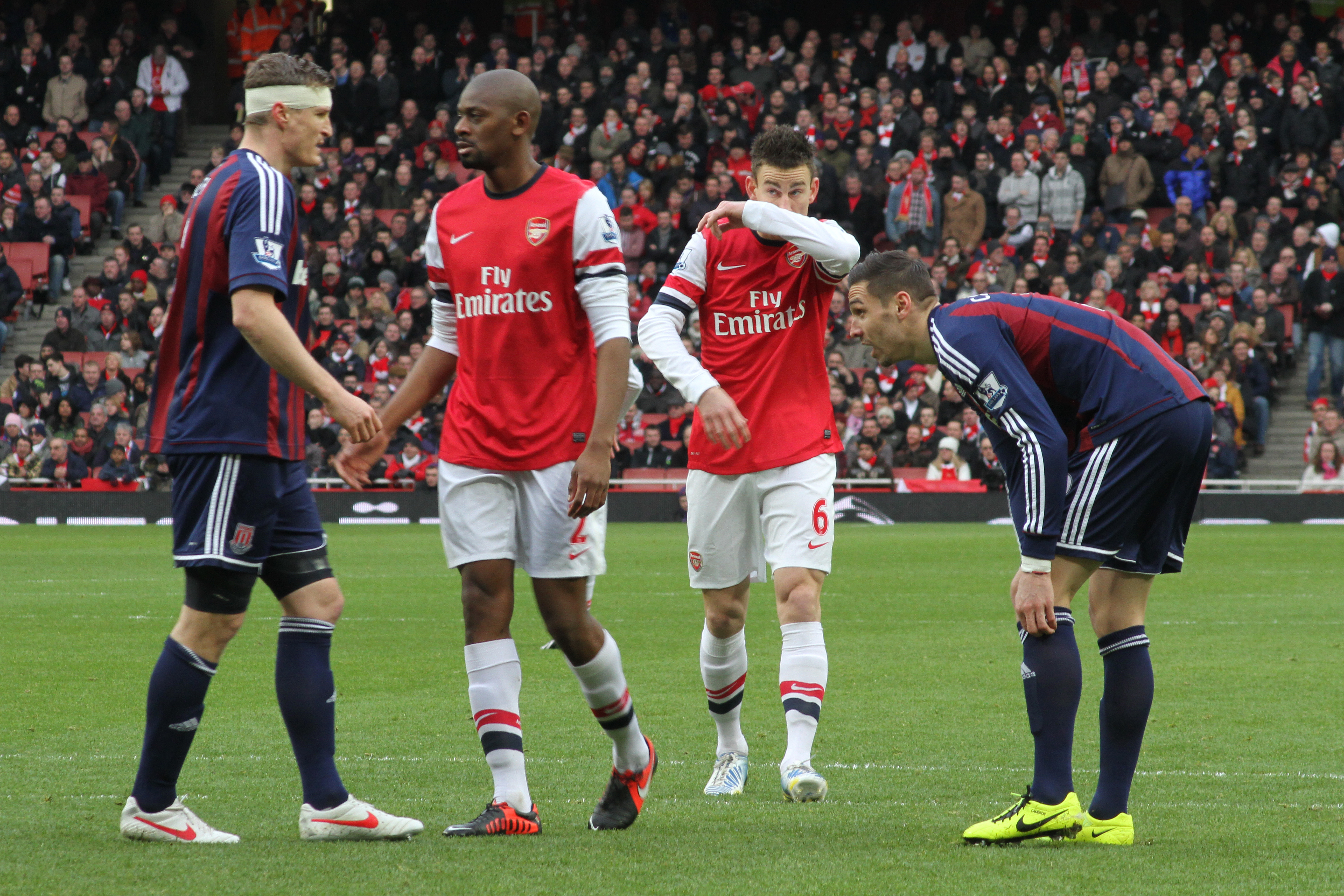
2013年2月，胡特與謝夫·甘馬倫以及阿森納球員阿布·迪亞比和羅倫·哥斯尼

2012年6月12日尚餘一年合約的侯夫與史篤城續約三年，讓他可以留在不列顛尼亞球場至2016年。 胡特在八月的開始因為病毒性腦膜炎病倒。 他在不久之後完全康復並在2012-13賽季揭幕戰對陣雷丁的比賽正選上陣。 賽後，他解釋他可能是隨隊到美國進行季前集訓感染病毒。 胡特在2013年2月9日擊敗雷丁的比賽中打進賽季首個進球。 胡特在2013年2月23日在一個現成球發生後與富勒姆球員菲利普·森德罗斯發生口角而被足總給予三場禁賽處罰。他在2012-13賽季為斯托克上陣39場比賽並協助俱樂部以第13名完成該賽季;在賽季結束後，主教練東尼·佩利斯被馬克·休斯所取代。 在休斯的體系下，胡特仍然是一名主力球員，但在2013年11月因為腿傷而要接受外科學手術。 儘管試圖使恢復來得更快，胡特要求對他的膝蓋進行第二次手術而錯過了在2013-14賽季的比賽。
胡特在2014-15賽季開始從傷患中恢復過來，在聯賽盃對陣朴次茅斯和新特蘭的比賽中上陣。然而，他仍因訓練時再次弄傷導致他又缺席兩個月的比賽。 2014年12月6日，他在對陣阿森納的比賽中完成他這個賽季首次聯賽上陣。胡特在2015年6月正式離開了他效力6個賽季的「陶工」，上場188次並打進18球。

### 萊斯特城
2015年2月2日，胡特被外借至莱斯特城，直至季尾。 他在8天之後完成自己的首秀，在作客1:2不效阿森納的比賽中有良好的表現。 他在2015年4月11日打進俱樂部的首個進球，在3:2作客擊敗西布朗維奇的比賽中頂進板平比分的一球。 胡特的到來讓飽受護級壓力的莱斯特在最後9輪比賽中取得7勝，幫助俱樂部得以在來季留在英超作賽。 萊斯特時任主教練尼格尔·皮尔逊承認他打算永久簽下胡特作為俱樂部主力。
2015年6月24日，胡特正式加盟萊斯特城，轉會費會為300萬鎊，雙方簽約三年。 在2016年1月13日，侯夫在作客熱刺的比賽後段，接應克里斯蒂安·富克斯的角球頂入全場唯一入球，為李斯特城取得重要的作客勝利，也是侯夫在李斯特城的首個入球。 同年2月6日，他在3-1擊敗曼城的冠軍爭奪戰中梅開二度，帶領李斯特城於聯賽榜首以6分領先其他對手。 而最後李斯特城爆冷奪得2015-16年度英超冠軍，全季只缺陣三場聯賽的侯夫成為奪冠功臣之一。
在2016-17年度球季，侯夫的比賽狀態開始滑落。至2017-18年球季，侯夫因腳傷缺席整季比賽，他的正選位置亦由哈利·馬奎爾取代。2017-18年度球季結束後，侯夫離開效力了三年的李斯特城。

## 國家隊生涯

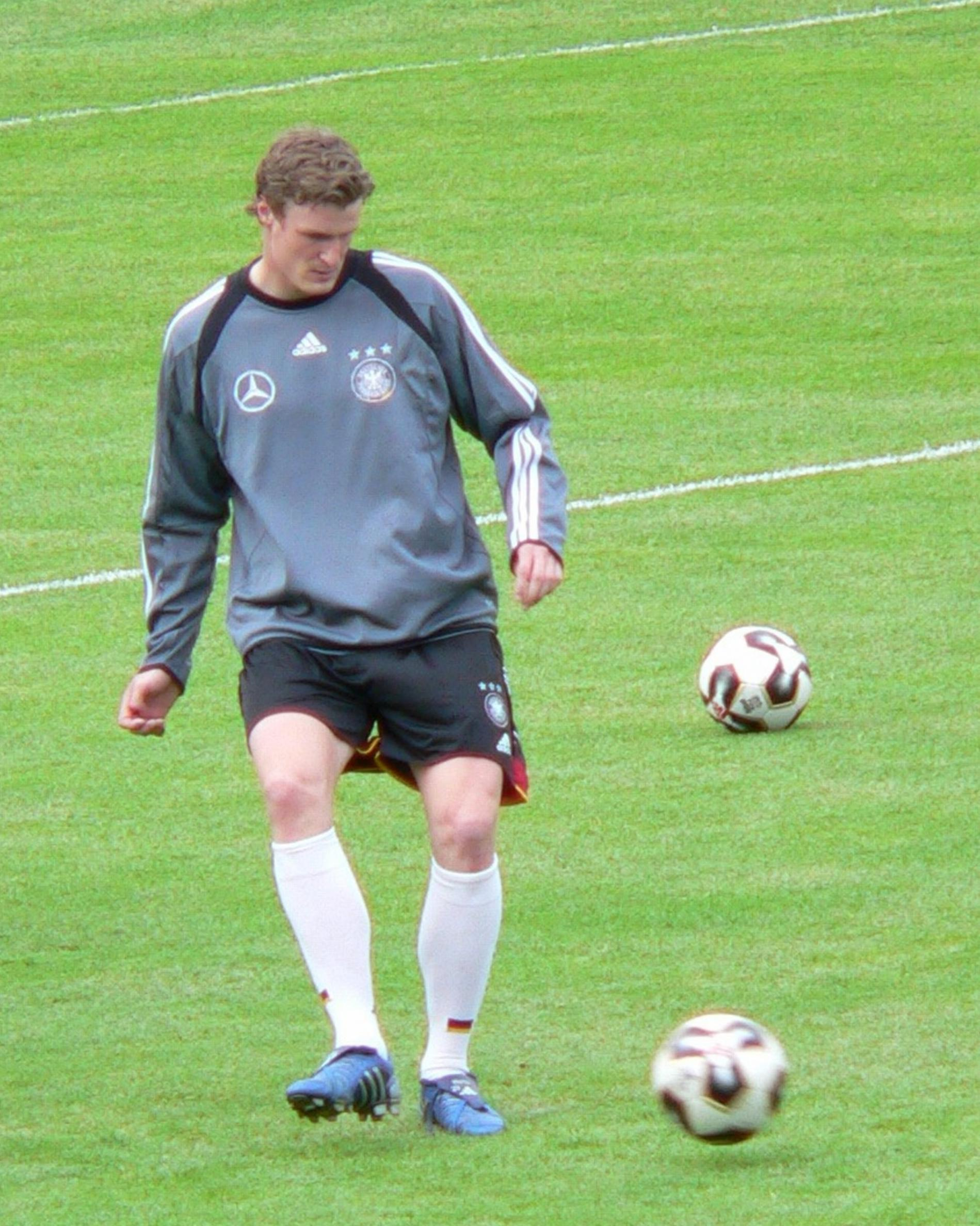
胡特在德國國家隊訓練期間

侯夫在年輕時已經是德國國家隊一員。他曾是德國青年軍代表德國參與加2003年世界青年足球錦標賽。胡特在2004年8月16日首次在維也納恩斯特·哈佩爾球場與奧地利的友誼賽中入選德國大國腳。 2天之後，他在友誼賽中在下半場86分鐘以替補身份入替安德烈亚斯·欣克尔完成首次上場。
他與另一年輕球員佩尔·默特萨克，是德國在2005年洲際國家盃的主力中堅。在6月29日，他在季軍戰以加時4:3擊敗墨西哥的比賽中打進德國第1個進球。
2006年3月，他在佛羅倫斯4:1擊敗義大利的友誼賽為德國打進第2個進球。 德國以主辦國參加的世界盃比賽中，胡特的正選位置被克里斯托弗·梅策尔德取代，因為他與默特萨克搭檔期間在熱身賽犯下一些防守錯誤，只在小組賽最後一輪對陣厄瓜多爾的比賽中上陣。
2008年3月20日友誼賽對陣瑞士，他因為在俱樂部良好的表現收到德國國家隊自2006年世界盃以來的首次徵召。 他在後來因腿傷困擾而退隊，他總計為德國上場19次並打進2球。

## 個人生活
胡特在柏林長大， 雖然當地著名俱樂部柏林赫塔經常在電視機出現，但他選擇成為雲達不萊梅的支持者。他是1997年在他城市柏林赫塔體育俱樂部舉行的德國盃決賽現場球僮之一。
在2015年1月，英足總開始調查胡特在他上一場比賽中的Twitter，有用戶放出一張色情照片以及猜測當中的性別。他刪除了與該用戶的互動以及為此道歉。一個月之後，他被罰款15,000鎊以及被足總處以2場禁賽處分，這被視為“一個加重違約”的行為。

## 生涯數據

### 俱樂部
最後更新：2016年3月5日
| 俱樂部          | 賽季     | 聯賽     | 聯賽 | 聯賽 | 足總盃 | 足總盃 | 聯賽盃 | 聯賽盃 | 歐洲 | 歐洲 | 總計 | 總計 |
| 俱樂部          | 賽季     | 組別     | 上場 | 進球 | 上場   | 進球   | 上場   | 進球   | 上場 | 進球 | 上場 | 進球 |
| --------------- | -------- | -------- | ---- | ---- | ------ | ------ | ------ | ------ | ---- | ---- | ---- | ---- |
| 車路士          | 2001–02  | 英超     | 1    | 0    | 0      | 0      | 0      | 0      | 0    | 0    | 1    | 0    |
| 車路士          | 2002–03  | 英超     | 2    | 0    | 1      | 0      | 0      | 0      | 2    | 0    | 5    | 0    |
| 車路士          | 2003–04  | 英超     | 16   | 0    | 1      | 0      | 1      | 0      | 2    | 1    | 20   | 1    |
| 車路士          | 2004–05  | 英超     | 10   | 0    | 1      | 1      | 0      | 0      | 4    | 0    | 15   | 1    |
| 車路士          | 2005–06  | 英超     | 13   | 0    | 4      | 0      | 1      | 0      | 3    | 0    | 21   | 0    |
| 車路士          | 總計     | 總計     | 42   | 0    | 7      | 1      | 2      | 0      | 11   | 1    | 62   | 2    |
| 米杜士堡        | 2006–07  | 英超     | 12   | 1    | 1      | 0      | 1      | 0      | —    | —    | 14   | 1    |
| 米杜士堡        | 2007–08  | 英超     | 13   | 1    | 3      | 0      | 0      | 0      | —    | —    | 16   | 1    |
| 米杜士堡        | 2008–09  | 英超     | 24   | 0    | 4      | 0      | 0      | 0      | —    | —    | 28   | 0    |
| 米杜士堡        | 2009–10  | 英冠     | 4    | 0    | 0      | 0      | 1      | 0      | —    | —    | 5    | 0    |
| 米杜士堡        | 總計     | 總計     | 53   | 2    | 8      | 0      | 2      | 0      | 0    | 0    | 63   | 2    |
| 史篤城          | 2009–10  | 英超     | 32   | 3    | 5      | 0      | 0      | 0      | —    | —    | 37   | 3    |
| 史篤城          | 2010–11  | 英超     | 35   | 6    | 6      | 3      | 3      | 0      | —    | —    | 44   | 9    |
| 史篤城          | 2011–12  | 英超     | 34   | 3    | 3      | 2      | 2      | 0      | 10   | 0    | 49   | 5    |
| 史篤城          | 2012–13  | 英超     | 35   | 1    | 3      | 0      | 1      | 0      | —    | —    | 39   | 1    |
| 史篤城          | 2013–14  | 英超     | 12   | 0    | 0      | 0      | 3      | 0      | —    | —    | 15   | 0    |
| 史篤城          | 2014–15  | 英超     | 1    | 0    | 1      | 0      | 2      | 0      | —    | —    | 4    | 0    |
| 史篤城          | 總計     | 總計     | 149  | 13   | 18     | 5      | 11     | 0      | 10   | 0    | 188  | 18   |
| 李斯特城 (租借) | 2014–15  | 英超     | 14   | 1    | 0      | 0      | 0      | 0      | —    | —    | 14   | 1    |
| 李斯特城        | 2015–16  | 英超     | 30   | 3    | 0      | 0      | 0      | 0      | —    | —    | 30   | 3    |
| 李斯特城        | 總計     | 總計     | 44   | 4    | 0      | 0      | 0      | 0      | 0    | 0    | 44   | 4    |
| 生涯總計        | 生涯總計 | 生涯總計 | 288  | 19   | 33     | 6      | 15     | 0      | 21   | 1    | 357  | 26   |

1. ↑  歐洲足協盃上場次數
2. 1 2 3  歐洲冠軍聯賽上場次數
3. ↑  欧足联欧洲联赛上場次數

### 國家隊
最後更新：2009年6月2日
| 國家隊 | 年份 | 上場 | 進球 |
| ------ | ---- | ---- | ---- |
| 德國   |      |      |      |
| 2004   | 4    | 0    |      |
| 2005   | 10   | 1    |      |
| 2006   | 3    | 1    |      |
| 2009   | 2    | 0    |      |
| 總計   | 總計 | 19   | 2    |

## 榮譽

### 俱樂部
車路士
- 2004–05賽季英格蘭超級聯賽冠軍

李斯特城
- 2015–16賽季英格蘭超級聯賽冠軍

史篤城
- 2011年英格蘭足總盃亞軍

### 國家隊
德國
- 国际足联联合会杯季軍: 2005
- 世界盃足球賽季軍: 2006

### 個人
- 史篤城年度最佳職球員: 2010
- Sir Stanley Matthews Potteries Footballer of the Year: 2011
- 史篤城年度最佳球員: 2011
- 史篤城年度最佳球員: 2011

## 外部連結
- Career stats at Fussballdaten.de （页面存档备份，存于） （德文）
- 足球数据库：罗伯特·胡特的球员统计数据